# Песво
Песво (рус. Озеро Песьво) представља травертинско проточно језеро у европском делу Руске Федерације. Налази се у северном делу Тверске области, на територији Удомљанског рејона. На његовој јужној обали смештен је град Удомља.
Језеро се налази у басену реке Мсте, односне реке Неве и Балтичког мора. Површина језерске акваторије је 6,6 км², дужина до 4,3 километра и ширина до 2,9 км. Просечна дубина је око 2,7 метара, док је максимална дубина 5,2 метра. Његова површина у време просечног водостаја лежи на надморској висини од 153 метра.
Карактерише га готово округао облик и доста разуђене обале, као и неколико мањих острва. У североисточном делу језера налази се канал којим је језеро Песво повезано са оближњим језером Удомља.
На источној обали језера 1974. је саграђена Калињинска нуклеарна електрана (КНЕ). Његове воде, баш као и воде суседног језера Удомља користе се за хлађење нуклеарних реактора КНЕ. Због тога је у језеру и до 50 пута већа концентрација радиоактивних изотопа трицијума у односу на њихове просечне вредности.